# Summit Series 1972
Die Summit Series 1972 war der erste Wettbewerb zwischen professionellen sowjetischen und kanadischen Eishockeyspielern (zu dieser Zeit war es bei den Olympischen Spielen nur Amateurspielern gestattet anzutreten und der Amateurstatus der sowjetischen Spieler war ein ständiger Streitpunkt). Die Serie ging über acht Spiele, davon vier in Kanada (Spielorte: Montreal, Toronto, Winnipeg und Vancouver) und vier Spiele in der Sowjetunion (alle in Moskau).

## Verlauf
Im ersten Spiel, am 2. September 1972 in Montreal, erzielte Phil Esposito 30 Sekunden nach Spielbeginn das erste Tor für Kanada, nach sechs Minuten führte Kanada mit 2:0. Doch die Sowjets kamen wieder ins Spiel. Nach dem ersten Drittel stand es 2:2, im zweiten Drittel schoss Waleri Charlamow zwei Tore und die Sowjetunion führte 4:2. Bobby Clarke gelang der Anschlusstreffer für Kanada, jedoch legten die Sowjets drei weitere Tore nach und gewannen mit 7:3. Diese Niederlage, vor allem in der Höhe, hatte die kanadische Öffentlichkeit überrascht. Das Eishockey-Niveau in Europa und auch das in der Sowjetunion, also jeweils außerhalb der National Hockey League, war von den Nordamerikanern unterschätzt worden.
Das zweite Spiel gewann Kanada mit 4:1 und im dritten Spiel reichte es für ein 4:4-Unentschieden. Im vierten Spiel verlor Kanada mit 3:5 und wurde für diese Leistung von den 15.570 anwesenden Fans ausgebuht. Nach zwei Wochen Pause fuhr die kanadische Mannschaft in die Sowjetunion, um die Spiele fünf bis acht zu absolvieren. Am 22. September verlor Kanada das fünfte Spiel in Moskau mit 4:5 und geriet mit zwei Spielen in Rückstand.
Spiel Nummer sechs wurde von den Kanadiern mit 3:2 gewonnen und war das kontroverseste der ganzen Serie. Im zweiten Drittel attackierte Bobby Clarke mit einem Stockschlag das Fußgelenk von Waleri Charlamow, um diesen zu verletzen. Obwohl Charlamow weiterspielen konnte, musste er im siebten Spiel aussetzen und war im achten Spiel wenig effektiv. Kanada gewann auch das siebte Spiel und so wurde Spiel acht zum alles entscheidenden Spiel.
Vor dem achten Spiel hatten beide Teams drei Siege, drei Niederlagen und ein Unentschieden. Jedoch hatte die Sowjetunion ein Tor mehr erzielt, so dass Kanada siegen musste. Am 28. September war es dann soweit. Nach dem ersten Drittel stand es 2:2, doch nach dem zweiten Drittel führte die Sowjetunion mit 5:3. Phil Esposito und Yvan Cournoyer gelangen im dritten Drittel der Anschluss- bzw. Ausgleichstreffer. 34 Sekunden vor Ende der Partie erzielte Paul Henderson den Siegtreffer für Kanada. Damit hatte Kanada in der Endabrechnung die Summit Series 1972 knapp für sich entschieden.

## Sonstiges
Bobby Orr, damals einer der wichtigsten Spieler im kanadischen Kader, wurde zwar nominiert, konnte aber aufgrund einer Knieverletzung nicht teilnehmen. Der Erfolg der Summit Series 1972 sollte maßgeblich zur Entwicklung des Canada-Cup-Turniers beitragen. In der Vergangenheit wuchs die Wichtigkeit dieses Ereignisses und der Begriff "Summit Series" wurde zur inoffiziellen, aber von allen akzeptierten Bezeichnung.

## Die Mannschaften

### Kanadische Eishockeynationalmannschaft
Cheftrainer: Harry Sinden

Assistenztrainer: John Ferguson
| #           | Spieler            | Pos.               | Team                  | Spiele |
| Torhüter    |                    |                    |                       |        |
| 1           | Eddie Johnston     | Eddie Johnston     | Boston Bruins         | 0      |
| 29          | Ken Dryden         | Ken Dryden         | Montréal Canadiens    | 4      |
| 35          | Tony Esposito      | Tony Esposito      | Chicago Black Hawks   | 4      |
| Verteidiger |                    |                    |                       |        |
| 2           | Gary Bergman       | Gary Bergman       | Detroit Red Wings     | 8      |
| 3           | Pat Stapleton      | Pat Stapleton      | Chicago Black Hawks   | 7      |
| 4           | Bobby Orr          | Bobby Orr          | Boston Bruins         | 0      |
| 5           | Brad Park          | Brad Park          | New York Rangers      | 8      |
| 16          | Rod Seiling        | Rod Seiling        | New York Rangers      | 3      |
| 17          | Bill White         | Bill White         | Chicago Black Hawks   | 7      |
| 23          | Serge Savard       | Serge Savard       | Montréal Canadiens    | 5      |
| 25          | Guy Lapointe       | Guy Lapointe       | Montréal Canadiens    | 7      |
| 26          | Don Awrey          | Don Awrey          | Boston Bruins         | 2      |
| 32          | Dale Tallon        | Dale Tallon        | Vancouver Canucks     | 0      |
| 37          | Jocelyn Guèvremont | Jocelyn Guèvremont | Vancouver Canucks     | 0      |
| 38          | Brian Glennie      | Brian Glennie      | Toronto Maple Leafs   | 0      |
| Angreifer   |                    |                    |                       |        |
| 6           | Ron Ellis          | RW                 | Toronto Maple Leafs   | 8      |
| 7           | Phil Esposito      | C                  | Boston Bruins         | 8      |
| 8           | Rod Gilbert        | RW                 | New York Rangers      | 6      |
| 9           | Bill Goldsworthy   | RW                 | Minnesota North Stars | 3      |
| 10          | Dennis Hull        | LW                 | Chicago Black Hawks   | 4      |
| 11          | Vic Hadfield       | LW                 | New York Rangers      | 2      |
| 12          | Yvan Cournoyer     | RW                 | Montréal Canadiens    | 8      |
| 14          | Wayne Cashman      | RW                 | Boston Bruins         | 2      |
| 15          | Red Berenson       | C                  | Detroit Red Wings     | 2      |
| 18          | Jean Ratelle       | C                  | New York Rangers      | 6      |
| 19          | Paul Henderson     | LW                 | Toronto Maple Leafs   | 8      |
| 20          | Pete Mahovlich     | LW                 | Montréal Canadiens    | 7      |
| 21          | Stan Mikita        | C                  | Chicago Black Hawks   | 2      |
| 22          | Jean-Paul Parisé   | LW                 | Minnesota North Stars | 6      |
| 24          | Mickey Redmond     | RW                 | Detroit Red Wings     | 1      |
| 27          | Frank Mahovlich    | LW                 | Montréal Canadiens    | 6      |
| 28          | Bobby Clarke       | LW                 | Philadelphia Flyers   | 8      |
| 33          | Gilbert Perreault  | C                  | Buffalo Sabres        | 2      |
| 34          | Marcel Dionne      | C                  | Detroit Red Wings     | 0      |
| 36          | Rick Martin        | LW                 | Buffalo Sabres        | 0      |

### Sowjetische Eishockeynationalmannschaft
Cheftrainer: Wsewolod Bobrow

Assistenztrainer: Boris Kulagin (Krylja Sowetow Moskau)

| #           | Spieler                  | Pos.                 | Team                  | Spiele |
| Torhüter    |                          |                      |                       |        |
| 1           | Wiktor Singer            | Wiktor Singer        | HK Spartak Moskau     | 0      |
| 20          | Wladislaw Tretjak        | Wladislaw Tretjak    | HK ZSKA Moskau        | 8      |
| 26          | Alexander Paschkow       | Alexander Paschkow   | HK Dynamo Moskau      | 0      |
| 27          | Alexander Sidelnikow     | Alexander Sidelnikow | Krylja Sowetow Moskau | 0      |
| Verteidiger |                          |                      |                       |        |
| 2           | Alexander Gussew         | Alexander Gussew     | HK ZSKA Moskau        | 6      |
| 3           | Wladimir Luttschenko     | Wladimir Luttschenko | HK ZSKA Moskau        | 8      |
| 4           | Wiktor Kuskin            | Wiktor Kuskin        | HK ZSKA Moskau        | 7      |
| 5           | Alexander Ragulin        | Alexander Ragulin    | HK ZSKA Moskau        | 6      |
| 6           | Waleri Wassiljew         | Waleri Wassiljew     | HK Dynamo Moskau      | 6      |
| 7           | Gennadi Zygankow         | Gennadi Zygankow     | HK ZSKA Moskau        | 8      |
| 14          | Juri Schatalow           | Juri Schatalow       | Krylja Sowetow Moskau | 2      |
| 25          | Juri Ljapkin             | Juri Ljapkin         | Chimik Woskressensk   | 6      |
| 26          | Jewgeni Paladjew         | Jewgeni Paladjew     | HK Spartak Moskau     | 3      |
|             | Witali Dawydow           | Witali Dawydow       | HK Dynamo Moskau      | 0      |
| Angreifer   |                          |                      |                       |        |
| 8           | Wjatscheslaw Starschinow | C                    | HK Spartak Moskau     | 1      |
| 9           | Juri Blinow              | LW                   | HK ZSKA Moskau        | 5      |
| 10          | Alexander Malzew         | RW                   | HK Dynamo Moskau      | 8      |
| 11          | Jewgeni Simin            | RW                   | HK Spartak Moskau     | 2      |
| 12          | Jewgeni Mischakow        | LW                   | HK ZSKA Moskau        | 6      |
| 13          | Boris Michailow          | RW                   | HK ZSKA Moskau        | 8      |
| 15          | Alexander Jakuschew      | LW                   | HK Spartak Moskau     | 8      |
| 16          | Wladimir Petrow          | C                    | HK ZSKA Moskau        | 8      |
| 17          | Waleri Charlamow         | LW                   | HK ZSKA Moskau        | 7      |
| 18          | Wladimir Wikulow         | LW                   | HK ZSKA Moskau        | 6      |
| 19          | Wladimir Schadrin        | C                    | HK Spartak Moskau     | 8      |
| 21          | Wjatscheslaw Soloduchin  | C                    | SKA Leningrad         | 1      |
| 22          | Wjatscheslaw Anisin      | C                    | Krylja Sowetow Moskau | 7      |
| 23          | Juri Lebedew             | LW                   | Krylja Sowetow Moskau | 3      |
| 24          | Alexander Bodunow        | RW                   | Krylja Sowetow Moskau | 3      |
| 29          | Alexander Martynjuk      | RW                   | HK Spartak Moskau     | 1      |
| 30          | Alexander Woltschkow     | C                    | HK ZSKA Moskau        | 3      |

G = Torhüter; D = Verteidiger; C = Center; LW/RW = Flügelspieler

## Würdigung
In Kanada wird das Turnier von 1972 bis heute dadurch gewürdigt, dass es von der kanadischen Regierung am 18. September 2012 zu einem „nationalen historischen Ereignis“ erklärt wurde.